# Klonoa: Door to Phantomile
Klonoa: Door to Phantomile (風のクロノア, Kaze no Klonoa) est un jeu vidéo de plates-formes développé par Namco, sorti à partir de 1997 sur PlayStation. Il s'agit du premier jeu de la série Klonoa.
Ce jeu fait partie de la compilation namCollection sortie en 2005 au Japon.

## Système de jeu
Le joueur dirige Klonoa à travers une douzaine de niveaux dans un jeu de plateforme particulier. Durant les niveaux, il croisera des ennemis, qu'il pourra attraper avec son anneau pour ensuite les envoyer sur les autres adversaires ou sur des interrupteurs, ou prendre appui sur eux pour faire un double saut.
L'originalité du jeu vient de l'utilisation de la profondeur : le personnage ne peut se déplacer que sur un plan en deux dimensions, mais dans un décor tridimensionnel, et peut lancer les ennemis vers l'arrière plan ou la caméra. Les énigmes exploitent souvent cette mécanique, ainsi que les combats contre les boss.
Durant toute la partie, l'histoire est narrée par des cinématiques, ou les personnages parlent une langue imaginaire : le phantomile.

## Accueil
- Dengeki PlayStation : 90 % / 80 %[4]
- GameSpot : 9,2/10[5]

## Remake
Un remake sort sur Wii le 4 décembre 2008 au Japon, le 5 mai 2009 en Amérique du Nord et le 29 mai 2009 en Europe.
Cette version propose en plus des graphismes améliorés, des bonus à débloquer en finissant le jeu et de nouvelles traductions.

## Postérité
En 2018, la rédaction du site Den of Geek mentionne le jeu en 22e position d'un top 60 des jeux PlayStation sous-estimés : « Klonoa est un jeu de plates-formes en 2,5D méconnu, et un des meilleurs sur la machine pour les amateurs du genre. »